# Provanna admetoides
Provanna admetoides is een slakkensoort uit de familie van de Provannidae. De wetenschappelijke naam van de soort is voor het eerst geldig gepubliceerd in 1991 door Warén & Ponder.